# 博士も知らないニッポンのウラ
博士も知らないニッポンのウラ（はかせもしらないニッポンのウラ）は、インターネット映像配信サイト「ミランカ」配信の時事トーク番組。

## 概要
同じ1962年生まれでもある水道橋博士（浅草キッド）と宮崎哲弥がホストとなり、地上波テレビ番組などでは言えない「際どい」内容を扱う時事対談番組。取り上げるテーマは政治からオタク文化までと幅広い。テレビには滅多に出演しないゲストが多く出演。毎月2回配信され第1部・第2部を公開。最新版は無料で、バックナンバーは有料で視聴可能、という配信形式をとった。2007年4月1日から配信を開始し、2008年12月15日配信の最終回まで計41本と特別版1本が制作された他、DVDも3本発売された。
2009年4月2日から、事実上の続編となる『博士の異常な鼎談』が東京MXTVで放送開始された。

## 出演者
- 水道橋博士
- 宮崎哲弥（評論家）

## 配信リスト
|        | テーマ                              | ゲスト                                 | 配信開始日     | DVD収録 | DVD収録 | DVD収録 |
| Vol.1  | テーマ                              | ゲスト                                 | 配信開始日     | Vol.2   | Vol.3   |         |
| ------ | ----------------------------------- | -------------------------------------- | -------------- | ------- | ------- | ------- |
| 001    | 日本政治のウラ                      | 有馬晴海（政治評論家）                 | 2007年4月1日   |         |         | ○       |
| 002    | 疑似科学のウラ                      | 唐沢俊一（カルト物件評論家）           | 2007年4月15日  |         |         |         |
| 003    | 編集者のウラ                        | 見城徹（幻冬舎社長）                   | 2007年5月1日   |         |         |         |
| 004    | 教育問題のウラ                      | 宮台真司（首都大学東京教授）           | 2007年5月15日  |         |         |         |
| 005    | 環境問題のウラ                      | 武田邦彦（中部大学教授）               | 2007年6月1日   | ○       |         |         |
| 006    | 80年代サブカルチャー                | 中森明夫（コラムニスト）               | 2007年6月15日  |         | ○       |         |
| 特別版 | 松岡農水大臣自殺のウラ              | 青山繁晴（独立総合研究所社長）         | 2007年6月15日  |         |         | ○       |
| 007    | 外交のウラ                          | 青山繁晴（独立総合研究所社長）         | 2007年7月1日   |         |         |         |
| 008    | 噂の真相伝説                        | 岡留安則（元同誌編集長）               | 2007年7月15日  |         | ○       |         |
| 009    | アメリカ政治のおバカなウラ          | 町山智浩（コラムニスト）               | 2007年8月1日   |         |         |         |
| 010    | 環境問題のウラ                      | 武田邦彦 山本弘（と学会会長）          | 2007年8月15日  |         |         |         |
| 011    | 参院選から始まる政界大再編          | 歳川隆雄（政治評論家）                 | 2007年9月1日   |         |         |         |
| 012    | 国際暗黒プロデューサー伝説          | 康芳夫（プロデューサー）               | 2007年9月15日  |         | ○       |         |
| 013    | あの事件のウラ                      | 神足裕司（コラムニスト）               | 2007年10月1日  | ○       |         |         |
| 014    | ダイエットのウラ                    | 岡田斗司夫（オタク評論家）             | 2007年10月15日 |         |         |         |
| 015    | 郵政民営化のウラ                    | 町田徹（フリージャーナリスト）         | 2007年11月1日  | ○       |         |         |
| 016    | 安倍政権崩壊のウラ                  | 山本一太（参議院議員）                 | 2007年11月14日 |         |         | ○       |
| 017    | 医療崩壊の真実                      | 南淵明宏（大和成和病院院長）           | 2007年12月3日  |         |         |         |
| 018    | 官邸崩壊のウラ                      | 上杉隆（フリージャーナリスト）         | 2007年12月15日 |         |         |         |
| 019    | 2007年重大ニュース                  | 小西克哉（国際ジャーナリスト）         | 2008年1月1日   |         |         |         |
| 020    | 食品のウラ                          | 安部司（食品添加物評論家）             | 2008年2月1日   |         |         |         |
| 021    | 少年犯罪のウラ                      | 管賀江留郎（少年犯罪データベース主宰） | 2008年2月15日  |         |         |         |
| 022    | 不肖・宮嶋 あのスクープのウラ       | 宮嶋茂樹（カメラマン・ジャーナリスト） | 2008年3月1日   |         |         |         |
| 023    | ニッポン経済 超入門                 | 紺谷典子（エコノミスト）               | 2008年3月15日  |         |         |         |
| 024    | 草野仁のウラ                        | 草野仁                                 | 2008年4月1日   |         |         |         |
| 025    | 中国のウラ                          | 富坂聰（ジャーナリスト）               | 2008年4月15日  |         |         |         |
| 026    | テレビの未来                        | 岸博幸（慶應大准教授・avex取締役）     | 2008年5月1日   |         |         |         |
| 027    | スポーツ界のウラ                    | 二宮清純（スポーツジャーナリスト）     | 2008年5月15日  |         |         |         |
| 028    | 角川春樹伝説                        | 角川春樹                               | 2008年6月1日   |         |         |         |
| 029    | プロレス界のタブー ターザン山本伝説 | ターザン山本                           | 2008年6月15日  |         |         |         |
| 030    | 洗脳のウラ                          | 苫米地英人（脳機能学者）               | 2008年7月1日   |         |         |         |
| 031    | 福田内閣に迫るCHANGE                | 上杉隆                                 | 2008年7月15日  |         |         |         |
| 032    | 北京五輪「水着騒動」のウラ          | 山本富造（山本化学工業社長）           | 2008年8月1日   |         |         |         |
| 033    | ブッシュ後のアメリカ                | 町山智浩                               | 2008年8月15日  |         |         |         |
| 034    | あのヒルズ族は今?                   | 井上トシユキ（フリージャーナリスト）   | 2008年9月1日   |         |         |         |
| 035    | 霞ヶ関のウラ                        | 高橋洋一（東洋大学教授・元大蔵官僚）   | 2008年9月15日  |         |         |         |
| 036    | スピリチュアルのウラ                | 苫米地英人（脳機能学者）               | 2008年10月1日  |         |         |         |
| 037    | あのインタビューのウラ              | 吉田豪（プロ書評家）                   | 2008年10月15日 |         |         |         |
| 038    | 社会保険庁のウラ                    | 岩瀬達哉（フリージャーナリスト）       | 2008年11月1日  |         |         |         |
| 039    | 地球温暖化のウラ                    | 丸山茂徳（東京工業大学大学院教授）     | 2008年11月15日 |         |         |         |
| 040    | バカとの闘いのウラ                  | 勝谷誠彦（コラムニスト）               | 2008年12月1日  |         |         |         |
| 041    | 最終回SP 天才会議                   | 宮台真司 苫米地英人                    | 2008年12月15日 |         |         |         |

## DVD
2008年3月21日にジェネオンエンタテインメントより発売
- Vol.1 「タブーなきニッポンの仕掛人」篇
- Vol.2 「報道されないニッポンの闇」篇
- Vol.3 「'07年 永田町インサイド」篇

## スタッフ
- 構成：松崎まこと、山際良樹
- タイトル：神保宏房
- ディレクター：飯島冬貴、世良田佳男、板垣忠彦
- プロデューサー：工藤浩之、小西寛
- 制作：K-max
- 制作・著作：neo inc